# Dicranota (Rhaphidolabis) subconsors
Dicranota (Rhaphidolabis) subconsors is een tweevleugelige uit de familie Pediciidae. De soort komt voor in het Palearctisch gebied.